# RoboCop 3 (Commodore 64)
RoboCop 3 — компьютерная игра, третья игра из серии RoboCop, основанной на сюжете одноимённого фильма. Выпущена в 1992 году компанией Probe Software для платформ Commodore 64 и ZX Spectrum.

## Сюжет
Компания «OCP» и японская компания «Канэмицу» заключили договор на предмет строительства на территории старого Детройта нового города под названием «Дельта Сити». Робокоп намерен защитить повстанцев и сразиться с роботами-ниндзя.
Задача игрока помочь повстанцам продержаться три дня, собирать оружие для восстания против OCP, сражаться с роботами-ниндзя и сорвать планы и сделку «OCP» с «Канэмицу».

## Игровой процесс
Версия для ZX Spectrum также является сайд-скроллер платформером, в котором также включена shoot 'em up-секция с горизонтальной прокруткой.

## Оценки игры
| Иноязычные издания | Иноязычные издания |
| Издание            | Оценка             |
| ------------------ | ------------------ |
| Sinclair User      | 88 % (ZX Spectrum) |